# Max Tegmark
Max Tegmark (nacido el 5 de mayo de 1967) es un cosmólogo sueco-estadounidense. Tegmark es profesor en el Instituto Tecnológico de Massachusetts y pertenece a la dirección científica del Instituto de Cuestiones Fundamentales.

## Biografía

### Primeros años
Tegmark nació con el nombre de Max Shapiro en Suecia, hijo de Karin Tegmark y Harold S. Shapiro, estudió en el Instituto Real de Tecnología en Estocolmo y recibió posteriormente su título de doctorado de la Universidad de California en Berkeley. Después de haber trabajado en la Universidad de Pensilvania, ahora se encuentra en el Instituto Tecnológico de Massachusetts.

### Carrera
Como parte del equipo de Exploración Digital del Espacio Sloan, ha trabajado en el análisis de datos y en la obtención de los parámetros del Modelo Lambda-CDM a través de la observación de las estructuras a gran escala del cosmos (ver: Universo observable) y de datos de la Radiación de fondo de microondas.
Desarrolló el experimento del pensamiento del Suicidio cuántico a partir de propuestas anteriores realizadas por Hans Moravec y Bruno Marchal y ha concebido un argumento matemático para el Multiverso.
También ha sido un fuerte crítico de quienes podrían inferir una teoría de la conciencia de los efectos cuánticos, como Roger Penrose y Stuart Hameroff.
Tegmark también ha formulado la "Última teoría del todo", cuyo único postulado es que "todas las estructuras que existen matemáticamente también existen físicamente". Esta simple teoría, sin ningún parámetro libre en lo absoluto, sugiere que en aquellas estructuras lo suficientemente complejas como para contener subestructuras conscientes de sí mismas (SSAs por su término en inglés), estas SSAs se percibirán subjetivamente a sí mismas como existentes en un mundo físico "real". Esta idea es formalizada como la "Hipótesis Matemática del Universo" en su documento The mathematical universe, una versión corta de la misma fue publicada como "Guarda silencio y calcula.

### Vida personal
Estuvo casado con la astrofísica Angelica de Oliveira-Costa con quien tuvo dos hijos, Philip y Alexander. Actualmente está casado con Mihaela Chita.

## En los medios de comunicación
- En el 2006, Tegmark fue uno de los cincuenta científicos entrevistados por New Scientist acerca de sus predicciones para el futuro. Su predicción fue: "En 50 años podremos comprar camisetas que tengan impresas las ecuaciones que describen las leyes unificadas de nuestros universos".[3]
- Tegmark aparece en el documental "Mundos Paralelos, Vidas Paralelas" en el cual es entrevistado por Mark Oliver Everett, hijo del fundador de la interpretación de la mecánica cuántica de los universos paralelos, Hugh Everett.
- Tegmark aparece también en "¿Quién le teme al gran agujero negro?", "¿Qué hora es?", "Al infinito y más allá", y "¿Es equivocado todo lo que sabemos del universo?", como parte de la serie de televisión Horizon de la BBC, una serie de programas científicos.
- Él aparece en varios episodios de Sci Fi Science: Physics of the Impossible (Física de lo Imposible), una serie de televisión documental estadounidense sobre la Ciencia, que se emitió por primera vez en Estados Unidos el 1 de diciembre de 2009. La serie se encuentra presentada por el físico teórico Michio Kaku.
- Tegmark participó en el episodio "Zoom Out" de BBC World Service's The Forum, que se emitió por primera vez en BBC Radio 4 el 26 de abril de 2014.[4]
- En 2014, Tegmark coautor de un artículo de opinión en The Huffington Post con Stephen Hawking, Frank Wilczek y Stuart Russell en la película Transcendence, "Transcending Complacency on Superintelligent Machines".
- En 2014, "El Programa de la Tierra perpetuo", una obra basada en el libro de Tegmark Nuestro Universo Matemático , se montó en Nueva York como parte del Festival Teatral las conexiones Planeta[5]
- En 2014, apareció en " The Principle", un documental que examina la Principio de Copérnico.[6]
- En 2015, Tegmark ha hecho un pódcast con Sam Harris titulado "El Multiverso y Tu (y Tu y Tu y Tu ...)", donde se discutieron temas tales como la inteligencia artificial y la hipótesis del universo matemático.[7]

## En la ciencia ficción
Sus postulados sobre la clasificación de tipos de universos paralelos le ha valido la aparición de estos como la clasificación empleada en algunas sagas literarias poniendo en valor las cuatro tipologías planteadas.